# سیارک ۱۹۱۲۶
سیارک ۱۹۱۲۶ (به انگلیسی: 19126 Ottohahn، نامگذاری:1987QW) نوزده هزار و صد و بیست و ششمین سیارک کشف شده‌است که در ۲۲ اوت ۱۹۸۷ کشف شد.
قدر مطلق سیارک برابر ۱۴٫۸۰ است.